# Pleurothallidinae
Pleurothallidinae – podplemię niewielkich epifitów z rodziny Orchidaceae występujących w krainie neotropikalnej. Pleurothallidinae obejmuje około 5700 gatunków i 49 rodzajów.
Rodzaje z tego podplemienia występują głównie w Ameryce Centralnej i Ameryce Południowej. Występują na obszarach od Meksyku, Florydy, przez wyspy Karaibów aż po Boliwię, Paragwaj i północne regiony Chile.

## Systematyka
Podplemię należy do plemienia Epidendreae, podrodziny epidendronowych (Epidendroideae), rodziny storczykowatych (Orchidaceae), z rzędu szparagowców (Asparagales) w obrębie roślin jednoliściennych.
Wykaz rodzajów
- Acianthera Scheidw.
- Anathallis Barb.Rodr.
- Andinia (Luer) Luer
- Andreettaea Luer
- Atopoglossum Luer
- Barbosella Schltr.
- Brachionidium Lindl.
- Chamelophyton Garay
- Dilomilis Raf.
- Diodonopsis Pridgeon & M.W.Chase
- Draconanthes (Luer) Luer
- Dracula Luer
- Dresslerella Luer
- Dryadella Luer
- Echinosepala Pridgeon & M.W.Chase
- Frondaria Luer
- Gravendeelia Bogarín & Karremans
- Kraenzlinella Kuntze
- Lankesteriana Karremans
- Lepanthes Sw.
- Lepanthopsis (Cogn.) Ames
- Madisonia Luer
- Masdevallia Ruiz & Pav.
- Muscarella Luer
- Myoxanthus Poepp. & Endl.
- Neocogniauxia Schltr.
- Octomeria R.Br.
- Ophidion Luer
- Opilionanthe Karremans & Bogarín
- Pabstiella Brieger & Senghas
- Pendusalpinx Karremans & Mel.Fernández
- Phloeophila Hoehne & Schltr.
- Platystele Schltr.
- Pleurothallis R.Br.
- Pleurothallopsis Porto & Brade
- Porroglossum Schltr.
- Pupulinia Karremans & Bogarín
- Restrepia Kunth
- Restrepiella Garay & Dunst.
- Sansonia Chiron
- Scaphosepalum Pfitzer
- Specklinia Lindl.
- Stelis Sw.
- Stellamaris Mel.Fernández & Bogarín
- Teagueia (Luer) Luer
- Tomzanonia Nir
- Trichosalpinx Luer
- Trisetella Luer
- Zootrophion Luer